# Oed am Rain
Oed am Rain ist ein Gemeindeteil der Gemeinde Frasdorf im oberbayerischen Landkreis Rosenheim.
Die Einöde liegt auf der Gemarkung Frasdorf knapp drei Kilometer südwestlich vom Ortskern von Frasdorf entfernt auf einer Höhe von etwa 616 m ü. NHN.